# Lijst van afleveringen van Ben 10: Alien Force
Dit is een lijst van afleveringen van de Amerikaanse animatieserie Ben 10: Alien Force.

## Seizoen 1
| 1 | Ben 10 Returns: Part 1            | 18 april 2008    | 101 |
| Vijf jaar na zijn originele avontuur moet Ben de Omnitrix weer gebruiken om de Forever Knights en een nieuwe vijand, de DNAliens, te bevechten, en hierdoor opa Max terug te vinden. |                                   |                  |     |
| 2 | Ben 10 Returns: Part 2            | 18 april 2008    | 102 |
| Ben, Gwen en Bens oude vijand Kevin 11 proberen de vermiste Opa Max te vinden. Ze ontdekken een geheime basis in de woestijn, maar daar vinden ze enkel een Hoogbreed. |                                   |                  |     |
| 3 | Everybody Talks About the Weather | 26 april 2008    | 103 |
| Gwen en Ben ontdekken dat Max’ oude badge de andere voormalige Plumbers kan oproepen. Maar wanneer ze de badge gebruiken, komen ze oog in oog te staan met een oude kennis. |                                   |                  |     |
| 4 | Kevin's Big Score                 | 3 mei 2008       | 104 |
| Kevin spreekt af met een oude vriend, hij schaadt het vertrouwen met Ben en Gwen. Hij rijdt weg met de roestbak (camper) omdat hij die wil ruilen, maar eigenlijk had Kevin een ander doel in gedachte, en hij moet dus bewijzen wat hij echt wilde bereiken. |                                   |                  |     |
| 5 | All that Glitters                 | 10 mei 2008      | 105 |
| Ben en zijn vrienden zijn aan het zoeken naar meer bondgenoten, omdat zijn opa hem dat had verteld in een bericht. Hij vindt een nieuwe bondgenoot, maar merkt al snel dat het zicht kan bedriegen. |                                   |                  |     |
| 6 | Max Out                           | 17 mei 2008      | 107 |
| De neef van Ben, Ken, is vermist, hij overtuigt Kevin om hem te helpen Ken te vinden (Ken is de oudere broer van Gwen, de reden waarom Kevin helpt). Ze vinden tegelijk opa Max en ontdekken een schokkend geheim over de DNAliens. |                                   |                  |     |
| 7 | Pier Pressure                     | 31 mei 2008      | 106 |
| Ben heeft een afspraakje met Julie, maar dat wordt verknald wanneer een Upgrade-achtig wezen binnenvalt. Ben moet dan uitzoeken wat er juist het probleem is en waarom die mysterieuze alien hem lastigvalt. |                                   |                  |     |
| 8 | What Are Little Girls Made Of?    | 7 juni 2008      | 109 |
| Gwen en Ben ontdekken dat hun oma/grootmoeder Verdona een alien is, Verdona wil Gwen overtuigen om mee te gaan naar haar thuisplaneet zodat ook Gwen alle knepen van het vak zou kunnen leren (over enkele eeuwen gesproken)? Gwen moet dus de keuze maken, vrienden of geen vrienden? Alien of een uiterst getalenteerd meisje? Ze staat voor de keuze van haar leven. |                                   |                  |     |
| 9 | The Gauntlet                      | 14 juni 2008     | 110 |
| Ben neemt het op tegen Cash en JT (de pestkoppen), Cash en JT stelen al snel een robothand uit de koffer van Kevin. Cash besluit om Ben terug aan te pakken, maar hier blijkt het al snel geen grap meer te zijn. |                                   |                  |     |
| 10 | Paradox                           | 5 juli 2008      | 112 |
| Een tijdreisexperiment loopt al snel fout, in de jaren 1950 wordt er een monster losgelaten. Ben, Gwen en Kevin moeten samenwerken met Paradox (een tijdreizende held) om het monster te stoppen. |                                   |                  |     |
| 11 | Be-Knighted                       | 12 juli 2008     | 108 |
| De Forever Knights hebben een nieuw wapen, waarmee ze hopen een eeuwenoude draak te verslaan. Het enige wat ze niet weten is, dat de draak geen mythisch wezen is, maar eigenlijk een alien van een andere planeet. |                                   |                  |     |
| 12 | Plumbers' Helpers                 | 19 juli 2008     | 111 |
| Een groepje Plumbers geven zichzelf de opdracht om alle aliens die ze vinden uit te schakelen. Al snel ontmoeten ze Ben, Gwen en Kevin, en denken dat zij ook aliens zijn. De plumbers zien hen als vijandelijk en willen hen uitschakelen. |                                   |                  |     |
| 13 | X = Ben + 2                       | 31 augustus 2008 | 113 |
| Een keizerlijke alien wil de aarde vernietigen omdat zijn dochter gekidnapt is. Ben moet de geheimen van alien X ontknopen om de planeet te kunnen redden. |                                   |                  |     |

## Seizoen 2
| 14 | Darkstar Rising           | 10 oktober 2008  | 201 |
| De leider van de Plumbers verbiedt Ben, Gwen en Kevin om tegen de Hoogbreed te vechten, daar hij denkt dat ze niet zo’n grote bedreiging zijn als Ben beweert. Alle partijen moeten samenwerken als de schurk Darkstar iedereen ontvoert om hun krachten te stelen. |                           |                  |     |
| 15 | Alone Together            | 17 oktober 2008  | 202 |
| Na een ongeluk met een teleportator belanden Ben en een Highbreed-commandant op een verlaten planeet. Ze moeten samen zien te overleven tot ze weer kunnen terugkeren. |                           |                  |     |
| 16 | Good Copy, Bad Copy       | 24 oktober 2008  | 203 |
| Een Galvan genaamd Albedo maakt van zichzelf een dubbelganger van Ben, inclusief zijn eigen versie van de Omnitrix. |                           |                  |     |
| 17 | Save the Last Dance       | 7 november 2008  | 204 |
| Gwen dwingt Kevin om haar mee te vragen naar haar schoolbal. In de tussentijd vraagt Kevin Ben om advies. Maar Ben heeft zijn eigen problemen, Big Chill neemt zijn lichaam over bij de transformaties en eet al het metaal op. Is Big Chill dan echt zoals Ghostfreak, of niet? |                           |                  |     |
| 18 | Undercover                | 14 november 2008 | 205 |
| Kevin, Gwen, en Ben vernietigen een teleporter, en moet weer hersteld worden. Kevin stelt Cooper voor de jonge jongen die voorheen al eens de Tennysons had geholpen. Jammer genoeg is de Cooper ontvoerd door DNAliens. Ze volgen Cooper tot aan een "DNAlien-basis", waar Cooper opgesloten zit. Ze ontdekken ondertussen duistere plannen van de Highbreeds. Lukt het ze om Cooper terug te krijgen, en terug te ontsnappen uit de basis?                                                          |                           |                  |     |
| 19 | Pet Project               | 21 november 2008 | 206 |
| De wetenschapper van de Forever Knights stuurt de Heer Morton om Schip te ontvoeren, zodat de Forever Knights hem kunnen gebruiken om een dodelijk ruimtevaartuig te produceren, waarmee ze de thuiswereld willen aanvallen van de vreemde draak die aan hen ontsnapte. Tezamen met Julie, die voor Schip zorgde, gaan Ben, Gwen, en Kevin Schip terughalen. Lukt het hen? |                           |                  |     |
| 20 | Grounded                  | 23 november 2008 | 207 |
| De ouders van Ben ontdekken Bens alter ego als superheld. Vanaf dan moeten Gwen, en uiteindelijk alleen Kevin, het zien op te nemen tegen de DNAliens. Maar dan komt Kevin in de problemen. Zal Ben weer superheld worden? |                           |                  |     |
| 21 | Voided                    | 5 december 2008  | 208 |
| Helen & Manny 'bellen' Ben op om hulp te vragen in de Null-Void om te strijden tegen een gevaarlijke vijand: D'Void. Ben ontdekt onderweg dat D'Void zijn oude rivaal Dr. Animo is. Daarna ontdekt Ben dat iemand nog in leven is van wie ze dachten dat hij dood was. Zullen ze D'Void verslaan, en terug uit de 0-ruimte geraken? |                           |                  |     |
| 22 | Inside Man                | 12 december 2008 | 209 |
| Ben en zijn team redden een man genaamd Tyler, die het "Oscillator Key" stal voor de "Highbreed's Hyperspace Gateway". Maar hij heeft geheugenverlies als hij gered is uit zijn truck. Later volgt er een gevecht tussen Bens Team & de DNAliens om een apparaat dat in de vrachtwagen zit. Ondertussen doen ze de nare ontdekking dat Tyler een DNAlien is. Zal het team het apparaat kunnen bemachtigen, en blijft Tyler een DNAlien?                                                               |                           |                  |     |
| 23 | Birds of a Feather        | 24 maart 2009    | 210 |
| De prins van de Arachnachimps, Simion, heeft hulp nodig bij het verkrijgen van een kristal dat het symbool is van de monarchie van zijn planeet. Het kristal ligt in een basis op de maan. Ben biedt hulp aan, maar Gwen en Kevin zijn sceptisch. Hun argwaan blijkt terecht: Siminon is een verrader en het kristal blijkt in werkelijkheid de energiebron van een geavanceerd communicatiesysteem. Zonder dit kristal kan de aarde geen hulp inroepen tegen de Highbreed-invasie.                   |                           |                  |     |
| 24 | Unearthed                 | 25 maart 2009    | 211 |
| De DNAliens vinden een buitenaards ruimteschip, waaruit een enorm buitenaards wezen tevoorschijn komt. Al snel blijkt dit wezen een kind te zijn. Ben en zijn team moeten haar terugbrengen naar haar ouders. |                           |                  |     |
| 25 | War of the Worlds: Part 1 | 27 maart 2009    | 212 |
| Paradox en Azmuth arriveren op aarde om Ben te waarschuwen voor de aankomende vloot van Highbreedschepen. Gwen en Kevin verzamelen alle aliens die ze hebben ontmoet om de tegenaanval in te zetten. Azmuth ontsluit de master control van de Omnitrix zodat Ben toegang krijgt tot alle alienvormen die erin zitten. |                           |                  |     |
| 26 | War of the Worlds: Part 2 | 27 maart 2009    | 213 |
| Ben, Gwen en Kevin vechten nog altijd tegen de vloot. De groep wordt bijgestaan door opa Max, Pierce, Helen en Manny. Ben en zijn team gaan naar de thuiswereld van de Hoogbreeds om de Hoogbreed Supreme te confronteren. Met de Omnitrix stuurt Ben een energiegolf door het universum die het DNA van de Hoogbreeds fuseert met willekeurig DNA van de aliens in de Omnitrix. Op die manier laat hij de Hoogbreed inzien dat hun zoektocht naar perfectie verkeerd was. De vloot trekt zich terug. |                           |                  |     |

## Seizoen 3
| 27 & 28 | Vengeance of Vilgax       | 11 september 2009 | 301 & 302 |
| In dit tweeluik keert Bens oude vijand Vilgax weer terug, met een nieuw leger. Hij daagt Ben uit tot een duel. Ben probeert de mastercontrol van de Omnitrix te kraken zodat hij meer kans maakt tegen Vilgax. |                           |                   |           |
| 29 | Inferno                   | 18 september 2009 | 303       |
| Ben, Gwen en Kevin onderzoeken een aanval van een groep Pyroxivors op een olieraffinaderij. De wezens blijken op hol te zijn geslagen door een alien genaamd Vulkanus. |                           |                   |           |
| 30 | Fool’s Gold               | 25 september 2009 | 304       |
| Een ras van geitachtige Aliens komt naar de aarde voor een popcornfestival in Walton. Een van de aliens, Orb, roept de hulp in van Ben, Gwen en Kevin nadat zijn vriend Decka gevangen wordt genomen. |                           |                   |           |
| 31 | Simple                    | 9 oktober 2009    | 305       |
| Ben, Gwen en Kevin ontvangen een bericht van een vijf jaar oude Alien genaamd Probity, waarna Ben besluit om een oorlog op Probity’s planeet te gaan beëindigen. Dit verloopt echter maar moeizaam, vooral omdat Kevin probeert wat geld te verdienen door beide oorlogvoerende partijen wapens te verkopen.                                                      |                           |                   |           |
| 32 | Vreedle, Vreedle          | 16 oktober 2009   | 306       |
| De broers Rhomboid en Octagon Vreedle worden ingehuurd om Ship terug te brengen naar zijn “ouder” Baz-L. Ben en Kevin reizen af naar Coda om Baz-L te stoppen. |                           |                   |           |
| 33 | Single Handed             | 23 oktober 2009   | 307       |
| Een premiejager genaamd Sunder probeert de Omnitrix te stelen, maar stuurt Ben hierbij per ongeluk naar de Null Void. Alleen Bens linkerhand blijft achter op aarde. Via zijn hand probeert Ben Kevin en Gwen om hulp te vragen. |                           |                   |           |
| 34 | If All Else Fails         | 6 november 2009   | 308       |
| Een aardbeving laat een Highbreed-officier ontwaken uit zijn stasis. Hij probeert de aarde te vernietigen daar hij denkt dat zijn soort de oorlog verloren heeft. |                           |                   |           |
| 35 | In Charm’s Way            | 13 november 2009  | 309       |
| Kevin richt zijn frustraties over het feit dat hij niet kan terugveranderen naar zijn menselijke vorm af op Gwen. Charmcaster maakt gebruikt van Kevins frustratie om hem in een hinderlaag te lokken. |                           |                   |           |
| 36 | Ghost Town                | 20 november 2009  | 310       |
| Vilgax laat Ghostfreak ontsnappen uit zijn gevangenis, maar deze verraadt Vilgax en neemt de bevolking van Vilgaxia over. Vilgax ziet zich geen andere keus dan Ben om hulp te vragen. |                           |                   |           |
| 37 | Trade-Off                 | 4 december 2009   | 311       |
| Kevin en Darkstarr leggen hun geschil bij om een buitenaards voorwerp genaamd de Dominus Librium te vinden. Deze kan hen beide terugveranderen in mensen. Darkstarr verraadt Kevin en steelt met de Dominus Librium de krachten van Ben en Gwen. |                           |                   |           |
| 38 | Busy Box                  | 11 december 2009  | 312       |
| Ben, Gwen en Kevin vinden een buitenaardse doos genaamd de Naljian Destructor, die alles wat hij ziet kan imiteren. De doos kopieert de krachten van het trio. De doos begint daarna alles om zich heen te vernietigen. |                           |                   |           |
| 39 | Con of Rath               | 8 januari 2010    | 313       |
| Zaw-Veenull, een ambassadeur van Luoadan, vraagt Bens hulp voor het escorte van hun kroonprins Tiffin naar de planeet Jaret. Dit om vrede tussen beide volkeren te bewaren. Door een fout in de Omnitrix verandert Ben in een zeer agressieve alien genaamd Rath, die wil vechten met alles wat beweegt.                                                          |                           |                   |           |
| 40 | Primus                    | 15 januari 2010   | 314       |
| Tijdens een gevecht met een robot, transporteert de Omnitrix Ben, Gwen en Kevin naar een planeet genaamd Primus. Deze planeet blijkt de krachtbron van de Omnitrix te zijn, waar het DNA van alle aliens in het universum ligt opgeslagen. De planeet wordt echter bedreigt door Vilgax, die de Omnitrix bij zijn bron wil uitschakelen.                          |                           |                   |           |
| 41 | Time Heals                | 22 januari 2010   | 315       |
| Gwen steelt als haar alter-ego Lucky Girl het Arcamada toverboek. Ze reist met een spreuk terug in de tijd om te voorkomen dat de Omnitrix overbelast raakt tijdens het gevecht tussen Ben en Vilgax in "Vengeance of Vilgax". Hierdoor veranderd ze echter het verleden naar een tijdlijn waarin Hex en Charmcaster haar en Ben hebben verslagen.                |                           |                   |           |
| 42 | The Secret of Chromastone | 29 januari 2010   | 316       |
| Ben is ziek. Hij krijgt bezoek van zijn oude vriend Tetrax, die eist dat Ben hem de alien Chromastone geeft. Dit omdat hij zijn hulp nodig heeft bij het redden van de planeet Petropia. |                           |                   |           |
| 43 | Above and Beyond          | 12 maart 2010     | 317       |
| Max stuurt zijn medeplumbers een noodoproep wanneer Ben hem aanvalt in een ruimtestation. Dit blijkt uiteindelijk allemaal een test te zijn opgezet door Ben en Max om de plumbers te testen op hun teamwork. |                           |                   |           |
| 44 | Vendetta                  | 19 maart 2010     | 317       |
| Een gevaarlijke crimineel genaamd "Ragnarok" ontsnapt uit de Null Void en gaat op zoek naar een mysterieuze sleutel. Het blijkt dat Ragnarok ooit werd opgesloten door Max en Kevins vader, Devlin. |                           |                   |           |
| 45 & 46 | The Final Battle          | 26 maart 2010     | 318 & 319 |
| Azmuth maakt een nieuwe Omnitrix genaamd de Ultimatrix, welke wordt gestolen door Albedo. Hij ontvoert met de kracht van de Ultimatrix Kevin en Gwen, en daagt Ben uit tot een gevecht. Bovendien roept Albedo de hulp in van Vilgax. Het komt tot een laatste treffen waarbij Vilgax zijn ware gedaante toont, en Ben genoodzaakt is de Omnitrix te vernietigen. |                           |                   |           |